# يوليوس جولي
يوليوس جولي هو أستاذ جامعي ولغوي وسياسي ألماني، ولد في 28 ديسمبر 1849 في هايدلبرغ في ألمانيا، وتوفي في 24 أبريل 1932 في فورتسبورغ في ألمانيا.